# Gesäuse Straße
Die Gesäuse Straße B 146 ist eine Landesstraße in Österreich. Sie hat eine Länge von 42,6 km und führt von Liezen entlang der Enns nach Hieflau an der Eisen Straße B 115. Die Straße führt durch das breite Trogtal der Enns bis Admont und bis zum Gesäuseeingang. Durch das Gesäuse in den Ennstaler Alpen führt sie entlang steiler Bergwände und teilweise in kurzen Tunnels bis Hieflau. Parallel zur Straße verläuft die Rudolfsbahn.

## Geschichte
Die Salzburger Straße (in der Steiermark) bzw. Steierer Straße (in Salzburg) zwischen Bischofshofen und Liezen gehört zu den Bundesstraßen, die durch das Bundesgesetz vom 8. Juli 1921 eingerichtet wurden. Bis 1938 wurde diese Bundesstraße als B 61 bezeichnet, nach dem Anschluss Österreichs wurde sie bis 1945 als Teil der Reichsstraße 318 geführt. Seit 1948 wird diese Bundesstraße durchgehend als Ennstal Straße bezeichnet.
Am 1. Jänner 1949 wurde die Ennstal Straße bis Hieflau verlängert.
Gemäß Bundesstraßengesetz von 1971 sollte die Ennstal Schnellstraße S 8 die Ennstal Straße zwischen Altenmarkt und Liezen ersetzen, während der restliche Streckenabschnitt zwischen Liezen und Hieflau in Gesäuse Straße B 112 umbenannt wurde. Diese Schnellstraße wurde jedoch nicht gebaut, deshalb wurde am 1. April 1983 eine neue Bundesstraße 146 zwischen Altenmarkt und Trautenfels eingerichtet, wo die verkürzte Ennstal-Schnellstraße enden sollte.
Ab 1. April 1986 wurde die gesamte Strecke zwischen Altenmarkt und Hieflau als Ennstal Straße (B 146) bezeichnet. Seit 19. August 1999 wird schließlich der Abschnitt zwischen Liezen und Hieflau als Gesäuse Straße B 146, der Abschnitt zwischen Altenmarkt und Liezen als Ennstal Straße B 320 bezeichnet.